# ディナミーデン模型
ディナミーデン模型（ディナミーデンもけい、独: Dynamidenmodell）またはレーナルトの原子模型（英: Lenard's atomic model）とは、フィリップ・レーナルトが提唱した初期の原子模型である。1903年に確立されたが、ほとんど知られることなく終わった。
レーナルトは陰極線を用いて原子を研究し、電子の吸収が物質の化学的な性質によらず、その質量密度に線形な形で定式化できることを発見した。ここから、彼は原子が同一の構成要素から成ると結論づけ、これをディナミーデン（独: Dynamiden）と名付けた。ディナミーデンはどれも同じ質量と電子吸収能を持つとされ、電気的に中性であると想定された。原子を通る荷電粒子の偏向は、ディナミーデンが内部に電荷構造を持つためであるとされた。具体的には、高速で回転する電気双極子により説明できるとされた。
ディナミーデン模型はレーナルトが観測した物性、すなわち電子線の偏向と減速の両方を説明することができた。この意味では成功した原子模型だったといえる。しかし、電子が物質から取り出せる理由、およびそのエネルギーがどこから来るのかを説明することはできなかった。